# Athirat
Athirat est une divinité cananéenne du Proche-Orient ancien. Il s'agit de la parèdre du grand dieu El.
A Ougarit, son nom est Athirat de la Mer ( 'aṯrt ym). Cela semble faire d'elle une divinité marine mais ses liens avec la mer sont mal connus dans les mythes ougaritiques. Son nom est à rapprocher du nom biblique ashera ( 'ašerah).